# Sierzchów (województwo mazowieckie)
Sierzchów – wieś sołecka w Polsce położona w województwie mazowieckim, w powiecie piaseczyńskim, w gminie Góra Kalwaria.
Wieś szlachecka Sierischowo położona była w drugiej połowie XVI wieku w powiecie czerskim  ziemi czerskiej województwa mazowieckiego. W latach 1975–1998 miejscowość położona była w województwie warszawskim.